# Madagaskarroodborsttapuit
De madagaskarroodborsttapuit (Saxicola torquatus sibilla) is een zangvogel uit de familie Muscicapidae (vliegenvangers). Eerder werd deze vogel beschouwd als een aparte soort maar bij een taxonomische herziening in 2025 is het een ondersoort geworden van de Afrikaanse roodborsttapuit (Saxicola torquatus).

## Verspreiding en leefgebied
De madagaskarroodborsttapuit telt drie ondersoorten:
- S. t. sibilla: Madagaskar, uitgezonderd het noordelijk en centrale deel.
- S. t. tsaratananae: noordelijk Madagaskar.
- S. t. ankaratrae: centraal Madagaskar.